# Carl Giskra

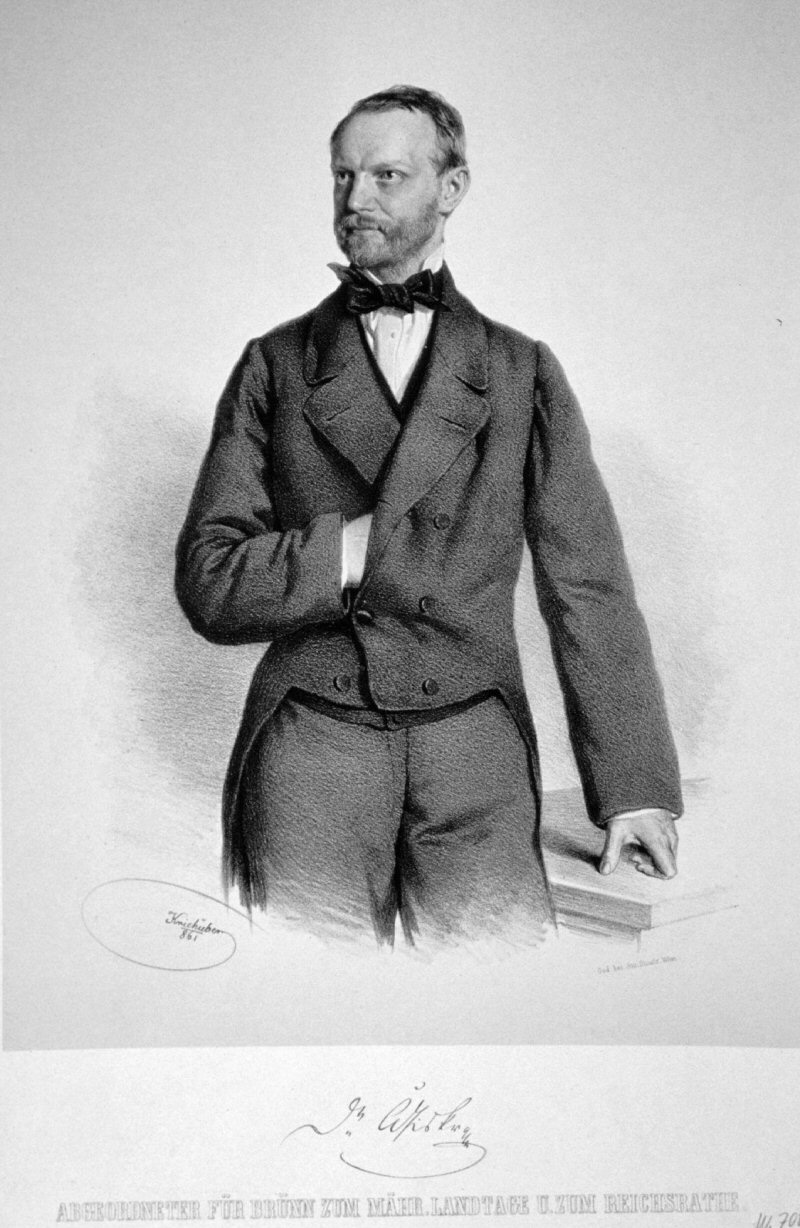
Carl Giskra, litografi av Joseph Kriehuber.

Carl Giskra, född den 29 januari 1820 i Mährisch-Trübau, död den 1 juni 1879 i Baden bei Wien, var en österrikisk statsman.
Giskra blev 1846 lärare i statsvetenskap vid universitetet i Wien och var 1848 deputerad i Frankfurtparlamentet. Han invaldes 1861 i mähriska lantdagen samt kort därefter i österrikiska deputeradekammaren. Giskra blev där snart en av det liberala tysk-mähriska partiets ledare och ivrade för den österrikiska statens centralisering. År 1866 valdes han till borgmästare i Brünn och utvecklade som sådan, framför allt under den preussiska ockupationen, stor organisatorisk förmåga. År 1867 blev han president i österrikiska deputeradekammaren och i december samma år inrikesminister. Sin portfölj behöll han till 1870 och verkade under tiden för genomförandet av antiklerikala konfessionella lagar och för rättskipningens reorganisation. Till februari 1879 fortfor Giskra att vara medlem av deputeradekammaren, men hans politiska inflytande minskades alltmer, emedan hans tid huvudsakligen upptogs av finansiella spekulationer, vid vilka han ofta i egennyttigt syfte drog fördel av sin politiska ställning.